# تريفور دان
تريفور دان (بالإنجليزية: Trevor Dunn)‏ (و. 1968  م) هو عازف بيس، وملحن، وعازف جاز، ومؤلفو موسيقى تصويرية أمريكي، ولد في إوريكا، هومبولدت، كاليفورنيا، يستخدم آلات قيثارة، وغيتار البيس، وكمان أجهر.

## وصلات خارجية
- تريفور دان على موقع IMDb (الإنجليزية)
- تريفور دان على موقع ميوزك برينز (الإنجليزية)
- تريفور دان على موقع إن إن دي بي (الإنجليزية)
- تريفور دان على موقع أول ميوزيك (الإنجليزية)
- تريفور دان على موقع ديسكوغز (الإنجليزية)

- تريفور دان في قاعدة بيانات الأفلام على الإنترنت